# Aux suivant(s)
Aux suivant(s) est un album collectif reprenant de nombreuses chansons de Jacques Brel, en hommage à l'artiste. Cet album est paru en 1998 et a connu une deuxième édition enrichie de deux inédits en 2003.

## Présentation
Le titre est un clin d'œil à la chanson de Brel Au suivant (laquelle est d'ailleurs reprise à la piste 9 de l'album) avec, en jeu de mots, un passage au pluriel pour faire allusion aux nouveaux interprètes présents dans l'album.
Deux reprises ont été refusées par la fondation Jacques-Brel : celles de Rodolphe Burger et Mano Solo qui s'écartaient trop des originaux. Rodolphe Burger avait repris le titre Marieke, transformant la valse enlevée de Brel en un blues décharné, pour rapprocher la mélodie de la noirceur du texte

## Liste des titres
Toutes les chansons sont écrites et composées par Gérard Jouannest, Jacques Brel, Jean Corti.
| 1.    | Le Tango funèbre    | Alain Bashung  | 4:17 |
| 2.    | La... la... la...   | Arno           | 4:39 |
| 3.    | Jeff                | Dick Annegarn  | 4:45 |
| 4.    | Ne me quitte pas    | Faudel         | 5:27 |
| 5.    | Fils de ...         | Kent           | 5:54 |
| 6.    | Ces gens-là         | Noir Désir     | 5:12 |
| 7.    | Sur la place        | Arthur H       | 5:50 |
| 8.    | Jaurès              | Zebda          | 3:33 |
| 9.    | Au suivant          | -M-            | 5:05 |
| 10.   | Les Vieux           | Têtes raides   | 3:49 |
| 11.   | La Fanette          | Polo           | 4:13 |
| 12.   | Voir un ami pleurer | Stephan Eicher | 3:58 |
| 56:42 |                     |                |      |

| Titres supplémentaires - Réédition (30 septembre 2003) | Titres supplémentaires - Réédition (30 septembre 2003) | Titres supplémentaires - Réédition (30 septembre 2003) | Titres supplémentaires - Réédition (30 septembre 2003) | Titres supplémentaires - Réédition (30 septembre 2003) | Titres supplémentaires - Réédition (30 septembre 2003) | Titres supplémentaires - Réédition (30 septembre 2003) | Titres supplémentaires - Réédition (30 septembre 2003) | Titres supplémentaires - Réédition (30 septembre 2003) | Titres supplémentaires - Réédition (30 septembre 2003) |
| No                                                     | Titre                                                  | Interprète(s)                                          | Durée                                                  |                                                        |                                                        |                                                        |                                                        |                                                        |                                                        |
| ------------------------------------------------------ | ------------------------------------------------------ | ------------------------------------------------------ | ------------------------------------------------------ | ------------------------------------------------------ | ------------------------------------------------------ | ------------------------------------------------------ | ------------------------------------------------------ | ------------------------------------------------------ | ------------------------------------------------------ |
| 13.                                                    | La Chanson de Jacky                                    | Bénabar                                                | 3:35                                                   |                                                        |                                                        |                                                        |                                                        |                                                        |                                                        |
| 14.                                                    | Le Plat Pays                                           | Eiffel                                                 | 4:24                                                   |                                                        |                                                        |                                                        |                                                        |                                                        |                                                        |
| 64:41                                                  |                                                        |                                                        |                                                        |                                                        |                                                        |                                                        |                                                        |                                                        |                                                        |